# Criptobrancoïdeus
Els criptobrancoïdeus (Cryptobranchoidea) són un subordre d'urodels.

## Particularitats
Els criptobrancoïdeus actuals són originaris de l'est dels Estats Units, la Xina i el Japó. Es coneixen com a "salamandres primitives", en contrast amb els salamandroïdeus, o "salamandres avançades".
Alguns criptobrancoïdeus completament aquàtics, com els de la família Cryptobranchidae i els d'altres famílies extintes, se'ls coneix com a "salamandres gegants", degut a la seva gran mida. Les espècies de la família Hynobiidae, en canvi, són molt petites.

## Famílies
Actualment existeixen dues famílies. D'altres es varen extingir en altres èpoques.
- Cryptobranchidae
- Hynobiidae